# Universidad Federal de Toulouse Midi-Pyrénées
La Universidad Federal de Toulouse Midi-Pyrénées (UFTMP por las iniciales de su nombre en francés, Université Fédérale Toulouse Midi-Pyrénées) es una universidad pública localizada en Toulouse, Mediodía-Pirineos (Francia).
La UFTMP es la agrupación de diversas universidades, institutos y escuelas universitarias:
- Universidad de Toulouse I - Capitole
- Universidad de Toulouse II - Le Mirail
- Universidad de Toulouse III - Paul Sabatier
- Institut national polytechnique de Toulouse
- Institut national des sciences appliquées de Toulouse
- Institut Supérieur de l'Aéronautique et de l'Espace
- Institut d'études politiques de Toulouse
- Institut national universitaire Jean-François Champollion
- École nationale supérieure des mines d'Albi-Carmaux
- École nationale de l'aviation civile
- École nationale supérieure d'architecture de Toulouse
- École nationale supérieure de formation de l’enseignement agricole
- Toulouse Business School
- Institut catholique d'arts et métiers